# ساراگولوو
ساراگولوو (انگلیسی: Saragulovo) یک شهرک در شهرستان کیگینسکی استان باشقیرستان کشور روسیه است.